# Szymon Babuchowski
Szymon Babuchowski (ur. 15 maja 1977) – katowicki poeta, dziennikarz, autor tekstów piosenek, wokalista w zespole Dobre Ludzie. Współtworzył projekty muzyczne Babuchowski & Filipowicz oraz Dobre Duchy. Związany z katolickim tygodnikiem „Gość Niedzielny”, w latach 2008–2016 prowadził też dział poezji w magazynie apokaliptycznym „44 / Czterdzieści i Cztery”. Przedstawiciel współczesnego nurtu klasycznego w poezji polskiej. Jego utwory zaliczyć można do poezji metafizycznej.

## Życiorys
Opublikowany w 2002 r. tomik Sprawy życia, sprawy śmierci został wydany w nagrodę za wyróżnienie w Konkursie Poetyckim im. x. Baki. Autor otrzymał też nagrodę Fundacji im. ks. Janusza St. Pasierba. Tomiki Czas stukających kołatek i Rozkład jazdy zostały wydane wraz z dwumiesięcznikiem literackim Topos. Dwukrotnie nominowany do  Nagrody Poetyckiej Orfeusz: w 2015 roku za tom Zanim przyjdziesz a w 2019 za tom Jak daleko, który został też nagrodzony Orfeuszem Czytelników.
Jest doktorem nauk humanistycznych, na podstawie pracy Wybrane problemy poezji Wojciecha Wencla, napisanej pod kierunkiem Anny Opackiej.
Jego wiersze i teksty śpiewają m.in. Natalia Niemen i Stanisław Soyka.

## Życie prywatne
Ma żonę Martę (ślub w 2009 r.) oraz córki: Natalię i Maję.

## Tomiki wierszy
- 2002 – Sprawy życia, sprawy śmierci
- 2004 – Czas stukających kołatek
- 2008 – Wiersze na wiatr
- 2011 – Rozkład jazdy
- 2011 – Drzewo pomarańczowe. Wybór wierszy z lat 1996-2011
- 2014 – Zanim przyjdziesz. Wiersze metafizyczne i religijne
- 2018  – Jak daleko

## Inne publikacje książkowe
- 2013 – Kościół na końcu świata. Reportaże z Ameryki Południowej (wraz z ks. Rafałem Kowalskim i Leszkiem Śliwą)
- 2016 – Niebo będzie później. Natalia Niemen w rozmowie z Szymonem Babuchowskim
- 2023 – Rozważania Drogi Krzyżowej
- 2024 – Królestwo nad rzeką. Przemiany klasycyzmu w poezji Wojciecha Wencla (e-book)

## Dyskografia (albumy)
- 2015 – Dobre Ludzie: Łagodne przejście
- 2019 – Dobre Ludzie: Dalej